# Транссуматранська магістраль
Транссуматранська магістраль (індон. Jalan Raya Trans-Sumatra) — головна дорога з півночі на південь на індонезійському острові Суматра, 2508,5 км завдовжки та з'єднує північний острів Банда-Ачех із Бандар-Лампунгом на півдні, пролягає через багато великих міст, перетинаючи Медан, Пеканбару, Джамбі та Палембанг (Східна дорога Суматри). Очікується, що в березні 2013 року розпочнуться роботи з реконструкції, щоб перетворити її на повноцінну магістраль, включаючи відведення землі.
Дорога є головною артерією, що транспортує трансмігрантів з Яви на менш густонаселену Суматру, а відвідувачів Суматри — до Джакарти та Яви. Транссуматранська магістраль утворює всю ділянку Азійської магістралі 25 і шосе ASEAN 151 (AH151).
Вона складається з 4 частин, а саме Jalan Raya Lintas Barat (Jalinbar), Jalan Raya Lintas Tengah (Jalinteng), Jalan Raya Lintas Timur (Jalintim) і Jalan Raya Lintas Pantai Timur.
Його частини облаштовують під автошляхи з регульованим доступом. Платна дорога Медан-Бінджай — 17 км і планується завершити в кінці 2017 р.

## Великі міста, з'єднані дорогами

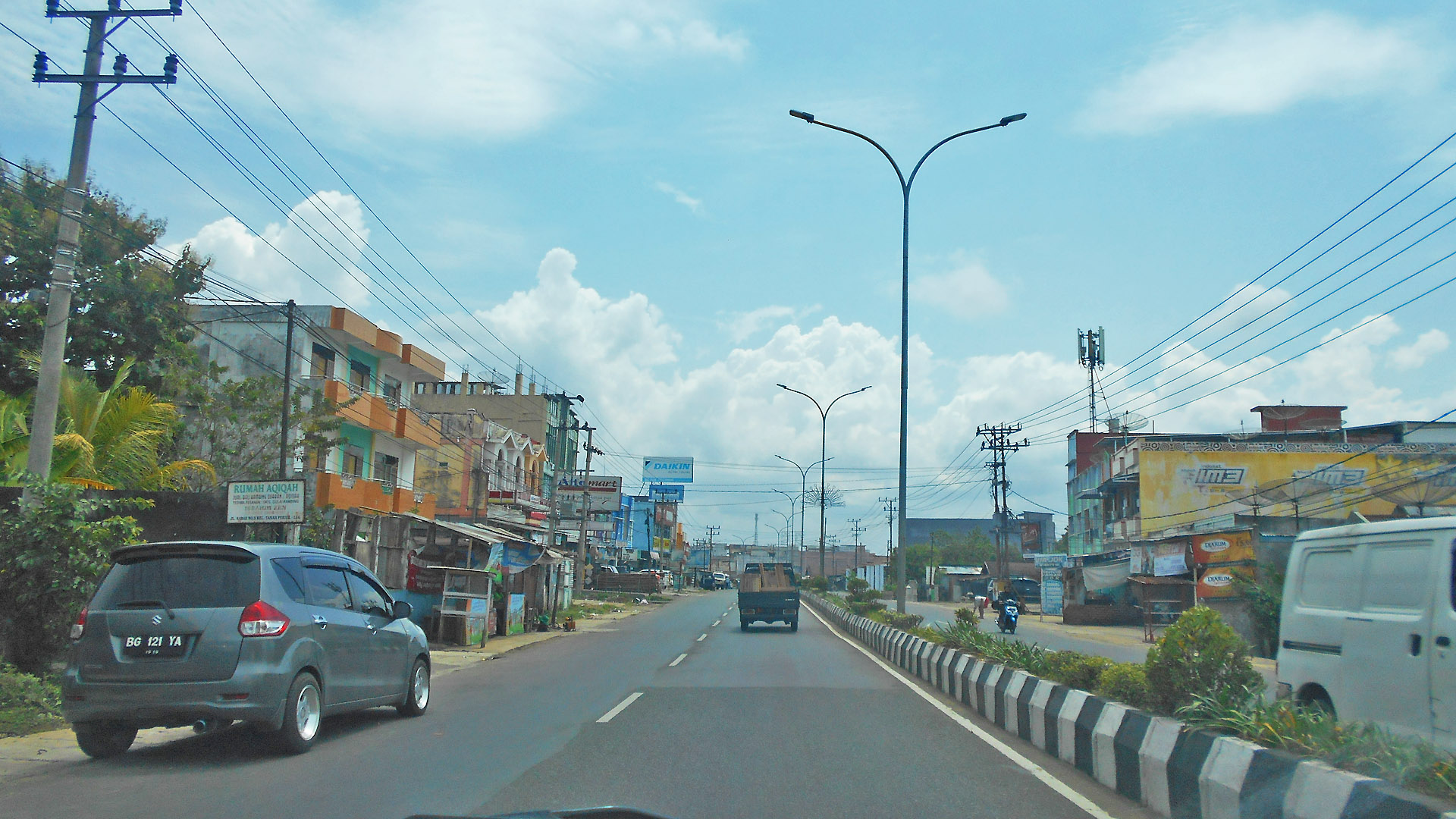
Транссуматранське шосе в Лубуклінггау, Південна Суматра

- Джалінбар (Захід): Паданг Панджанг, Паданг, Пайнан, Бенгкулу та частини Лампунга. Цей маршрут пронумерований як Суматра.
- Джалінтенг (центральний): Медан, Пематанг Сіантар, Парапат, Тарутунг, Паданг Сідемпуан, Бонджол, Букіттінггі, Сінгарак, Бандар Джая і Бандар Лампунг. Цей маршрут пронумерований як Суматра.
- Джалінтім (Схід): Банда-Ачех, Лхоксеумаве, Лангса, Пангкалан-Брандан, Бінджай, Медан, Лімапулух, Кісаран, Рантау-Прапат, Пеканбару, Пангкалан-Керінчі, Джамбі, Палембанг, Індралая, Бандар-Джая. Цей маршрут пронумерований як Суматра.

## Планування автомагістралі з регульованим доступом
У 2012 році уряд Індонезії планував побудувати платну дорогу Транс-Суматра, яка з'єднує Лампунг з Ачехом на 2700 кілометрів. Уряд виділить 150 трильйонів рупій на будівництво платних доріг. На ранніх етапах платні дороги, які готові до будівництва, це платна дорога Паданг–Січінчін (27 км) і платна дорога Медан–Куаланаму–Тебінг Тінггі.

### Прогрес
- Платна дорога Медан–Тебінг Тінгі поділена на 2 ділянки:[6]
  - Секція-1: Медан-Пербаракан-Куаланаму (17.8 км) було розпочато у вересні 2014 року, і придбання землі досягло 83 відсотків, а завершення будівництва досягло 15 відсотків на кінець 2014 року. Очікувалося, що він буде завершений у червні 2016 року.
  - Секція-2: Пербаракан-Тебінг Тінгі (43.9 км), договір концесії на 40 років був підписаний, а придбання землі досягло 81 відсотка. Його планували завершити у 2017 році.